# Copisa
Copisa és una empresa constructora amb seu a L'Hospitalet de Llobregat (Barcelona) fundada el 1959, que opera en el sector de les infraestructures, en l'àmbit de l'obra civil, edificació i rehabilitació.

## Història
Els orígens de l'empresa es troben en el procés històric d'electrificació de Catalunya, liderat per FECSA en la dècada de 1950, quan en 1959 va néixer Constructora Pirenaica, SA (Copisa), amb la missió d'executar unes obres per a FECSA a la Vall d'Aran. També executà els obres de la central hidroelèctrica de Llavorsí i del Complex hidroelèctric de l'alta vall de Cardós entre 1960 i 1974 a la vall de Cardós, al Pallars Sobirà.
En 1987 s'incorpora al grup francés Dumez, de Lyonnaise des Eaux. Amb el nom de Dumez Copisa adquiere una major dimensión i l'empresa s'expandeix geogràficament. D'aquesta època sobresurt la construcció de la central hidràulica reversible Sallente-Estany Gento, a Lleida, en el seu moment, una de les més importants d'Espanya. El 1991, l'empresa inicia l'activitat immobiliària amb la seva filial Copimo; pocs anys més tard aposta per la construcció de residències d'estudiants en règim de concessió, que va generar un nou model d'habitatge per a aquest segment de la població. Després de deu anys de pèrdues entra al grup ONCE en 1997, la diversificació de Copisa rep un impuls definitiu.
Sorigué i Comapa prengueren el control de Copisa el 2001, i el 2004 Sorigué va vendre la seva part a Comapa. En la dècada del 2000, s'ha de destacar l'àrea de concessions de Copisa, la qual té en compte la gestió de les comunicacions, els serveis hidràulics. i els transports tant com la mateixa gestió de la infraestructura en concessió. En aquesta època trobem grans obres, com importants eixos viaris i línies ferroviàries d'alta velocitat Pel que fa a la protecció del medi ambient, Copisa participa en projectes per a la implementació d'energies renovables, com ara infraestructures d'energia solar fotovoltaica. L'enfocament global del grup va començar l'any 2000 en l'ambit de projectes industrials aom l'empresa UOP (A Honeywell Company), empresa nord-americana de tecnologies especials en el procés de refinació del petroli. Actualment, la presència de la companyia es materialitza en països com Romania, Portugal, Marroc, Mauritània, Perú, Costa Rica i Colòmbia amb l'execució d'importants obres: circunvalació ciutat de Carensebes (Romania), infraestructures del Parc Eòlic Mihai Viteazu (Romania), ampliació de dos a tres carrils de l'autovia urbana de Casablanca (Marroc), projecte hidroelèctric Torito (Costa Rica), ampliació d'una mina de ferro a Mauritània i la construcció d'una nova unitat de refinat de cru a Sines (Portugal), entre d'altres.